# Odpady niebezpieczne
Uwaga! Ten artykuł opisuje nieaktualny stan prawny. Jeśli możesz, popraw treść na podstawie najświeższych informacji.
Dokładniejsze informacje o tym, co należy poprawić, być może znajdują się w dyskusji tego artykułu.
 Po wyeliminowaniu niedoskonałości należy usunąć szablon {{Dopracować}} z tego artykułu.

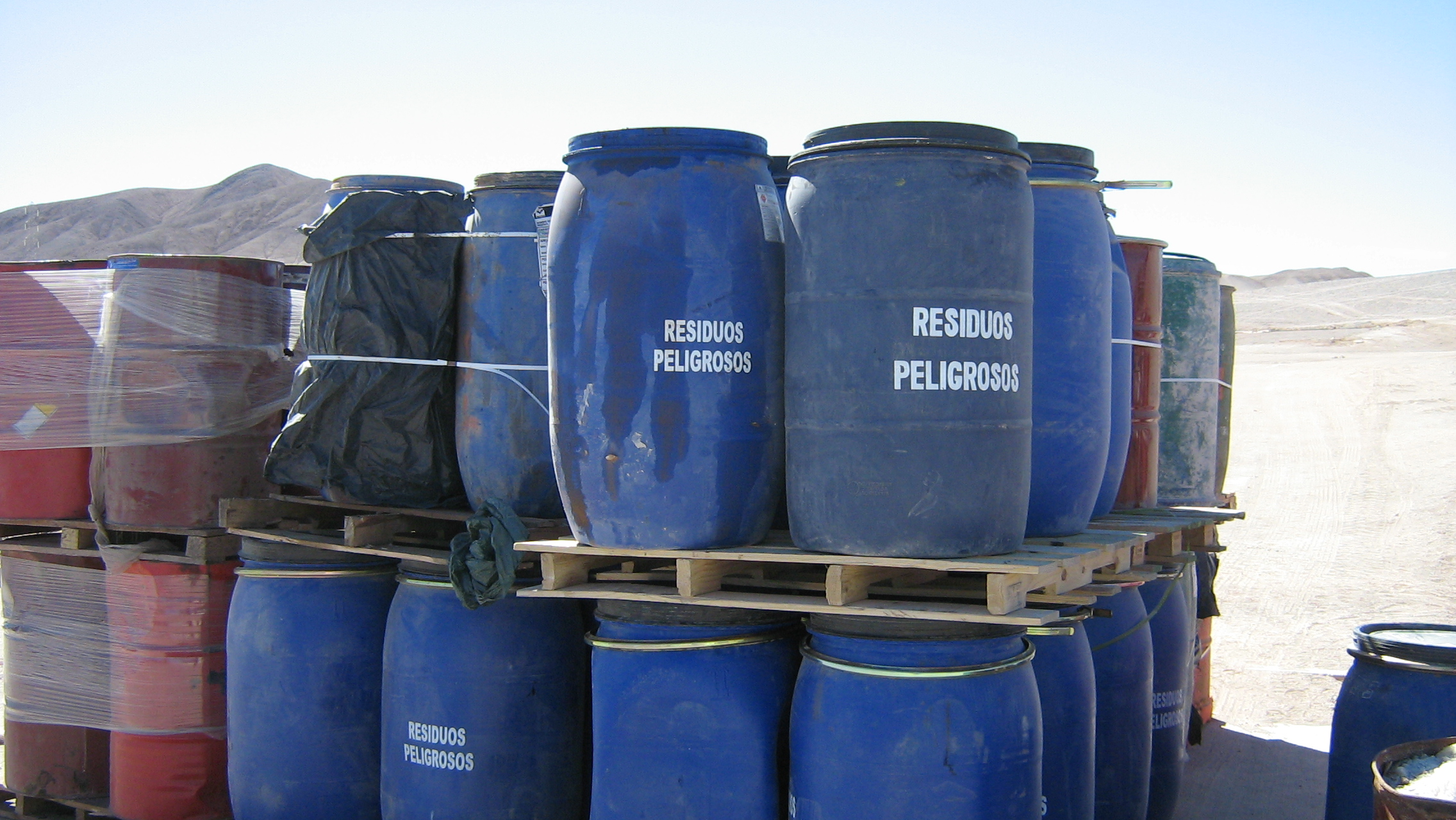
Przykładowe pojemniki stosowane do transportu, magazynowania i składowania niebezpiecznych odpadów

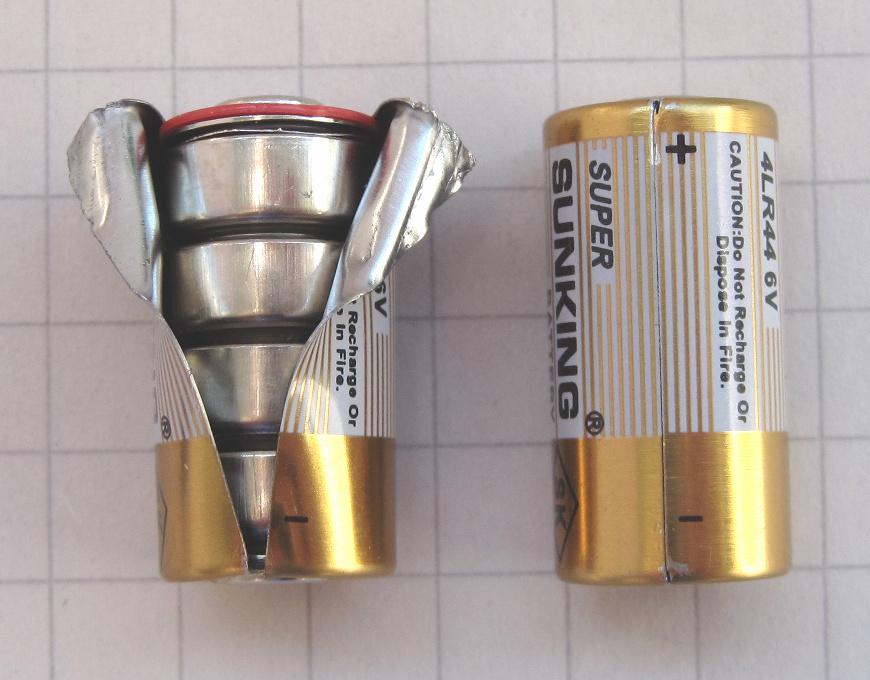
Zużyte baterie ze względu na zawartość metali ciężkich stanowią niebezpieczny odpad o właściwościach toksycznych

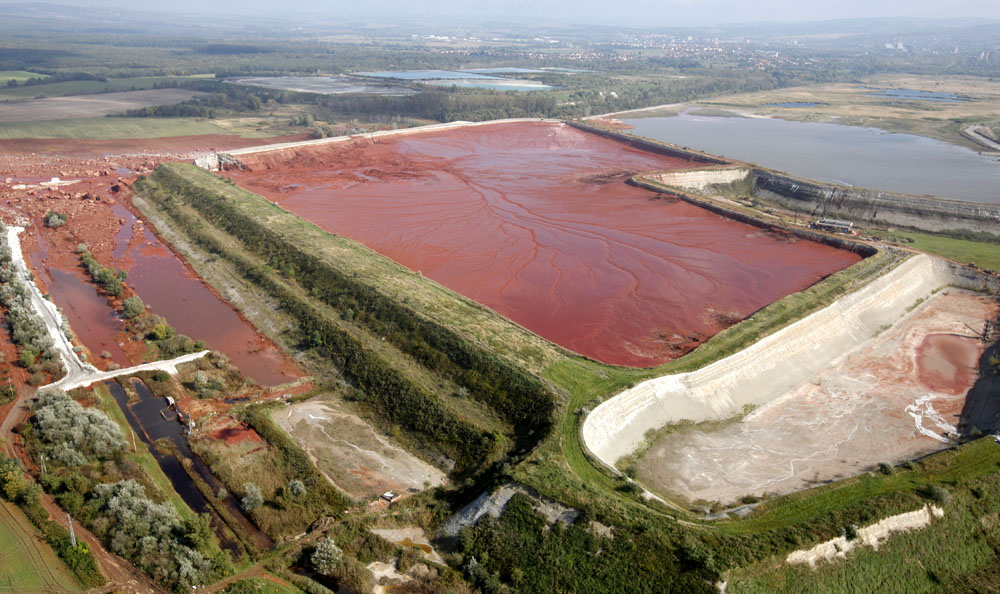
Wyciek czerwonego szlamu, który jest niebezpiecznym odpadem poprodukcyjnym powstającym przy produkcji aluminium, nastąpił w 2010 roku i skaził tereny w okolicach miejscowości Ajka na Węgrzech. Była to katastrofa przemysłowa i ekologiczna.

Odpady niebezpieczne – odpady, które stanowią zagrożenie dla życia lub zdrowia ludzi albo dla środowiska.

## Charakterystyka i źródła
Według Rosik-Dulewskiej odpady niebezpieczne odróżniają się od innych rodzajów odpadów cechami takimi jak:
1. palnością rozumianą jako łatwość i podatność odpadów na samozapłon
2. korozyjnością, czyli destrukcyjnym wpływem na materiały konstrukcyjne
3. reaktywnością – dużą zdolnością do reagowania chemicznego odpadów z różnymi komponentami środowiska naturalnego, skłonnością do eksplozji oraz emisji gazów toksycznych
4. ekotoksycznością, czyli charakteryzują się właściwościami takimi jak przy reaktywności, z tą różnicą, że wymagają one dłuższego czasu ich realizacji oraz dłużej utrzymują się skutki ich zanieczyszczającego wpływu na środowisko.

Czesława Rosik-Dulewska podaje, że klasyfikację dla odpadów niebezpiecznych pod względem ich toksyczności tworzy się badając skład wyciągów wodnych w ten sposób, że ustala się wartości progowe dla kryteriów tj.: dopuszczalna zawartość metali ciężkich, czy obecność substancji toksycznej lub pochodzenie odpadów.
Źródłami odpadów niebezpiecznych są głównie: przemysł, rolnictwo, usługi związane z ochroną zdrowia oraz laboratoria naukowe i badawcze. Część odpadów niebezpiecznych występuje w grupie odpadów komunalnych i ich ilość zwiększa się w tej grupie odpadów poużytkowych, ze względu na substancje niebezpieczne (tj. metale ciężkie, związki organiczne i nieorganiczne o wysokich stężeniach) coraz powszechniej stosowane w produkcji artykułów codziennego użytku takich jak artykuły ogrodnicze, motoryzacyjne czy środki czystości gospodarstwa domowego. Przykładami produktów powszechnego użytku zawierającymi substancje szkodliwe, które kwalifikują zużyty produkt jako odpad niebezpieczny mogą być:
- środki chwastobójcze zawierające pochodne fenolu i pirydyny, kwasy fenoksyoctowe (ich sole lub estry) o właściwościach drażniących i toksycznych
- środki przeciwmolowe zawierające naftalen oraz 1,4-dichlorobenzen o właściwościach drażniących i toksycznych
- środki do czyszczenia toalet zawierające wodorotlenek sodu lub wodorotlenek potasu, a także kwasy o właściwościach drażniących i korozyjnych.

## Definicja formalna
Ustawa z dnia 27 kwietnia 2001 r. o odpadach (Dz.U. z 2010 r. nr 185, poz. 1243) w art. 3 definiowała odpady niebezpieczne jako „każdą substancję lub przedmiot, których posiadacz pozbywa się, zamierza pozbyć się lub do ich pozbycia się jest obowiązany”, a których cechy, właściwości oraz ewentualny skład zostały przedstawione, w załącznikach nr 2A, 2B, 3 i 4 do ww. ustawy. Załączniki te były integralną częścią art. 3 ust. 2 ustawy o odpadach.
Ustawa z dnia 14 grudnia 2012 r. o odpadach (Dz.U. z 2023 r. poz. 1587) w art. 6 stanowi, że odpady wskazane w katalogu odpadów, określonym w przepisach wydanych na podstawie art. 4 ust. 3 ustawy, jako odpady niebezpieczne.

## Załączniki
Treść załączników do uchylonej ustawy z 2001 r. określających cechy, skład, źródło powstania i właściwości odpadów niebezpiecznych:
- Załącznik nr 2 zatytułowany „Kategorie lub rodzaje odpadów niebezpiecznych”. Przedstawiał on kategorie lub rodzaje odpadów niebezpiecznych według ich charakteru lub działalności, na skutek której powstały. Został on rozdzielony na dwie części. Załącznik 2A stanowił listę odpadów, które posiadają którąkolwiek właściwość z załącznika nr 4 do ustawy o odpadach oraz w skład których wchodzą:

1. odpady medyczne i weterynaryjne
2. środki farmaceutyczne, leki i związki stosowane w medycynie lub w weterynarii
3. środki do impregnacji lub konserwacji drewna
4. biocydy i środki fitofarmaceutyczne
5. pozostałości substancji stosowanych jako rozpuszczalniki
6. halogenowane substancje organiczne nie stosowane jako rozpuszczalniki z wyjątkiem obojętnych materiałów spolimeryzowanych
7. sole hartownicze zawierające cyjanki
8. oleje mineralne i substancje oleiste (np. z obróbki metali),
9. emulsje, mieszaniny: olej-woda, węglowodór-woda
10. substancje zawierające PCB (np. dielektryki itp.)
11. materiały smoliste powstające wskutek rafinacji, destylacji lub jakiejkolwiek obróbki pirolitycznej (np. pozostałości podestylacyjne itp.)
12. tusze, barwniki, pigmenty, farby, lakiery lub pokosty
13. żywice, lateks, plastyfikatory, kleje lub spoiwa
14. substancje powstające w wyniku prac naukowo-badawczych, rozwojowych lub działalności dydaktycznej, które nie są zidentyfikowane lub są nowe i których oddziaływanie na człowieka lub środowisko jest nieznane (np. pozostałości laboratoryjne itp.)
15. środki pirotechniczne i inne materiały wybuchowe,
16. chemikalia stosowane w przemyśle fotograficznym lub do obróbki zdjęć (np. do wywoływania)
17. wszelkie substancje lub przedmioty zanieczyszczone dowolną pochodną polichlorowanego dibenzofuranu
18. wszelkie substancje lub przedmioty zanieczyszczone dowolną pochodną polichlorowanej dibenzo-p-dioksyny.

Załącznik 2B stanowił listę odpadów, które zawierają którykolwiek ze składników zamieszczonych w załączniku nr 3 do ustawy o odpadach oraz posiadają którąkolwiek z właściwości wymienionych w załączniku nr 4, a które składają się z:
1. mydeł, tłuszczów lub wosków pochodzenia zwierzęcego lub roślinnego
2. niehalogenowanych substancji organicznych nie stosowanych jako rozpuszczalniki
3. nieorganicznych substancji nie zawierających metali lub związków metali
4. popiołów lub żużli
5. gleby i ziemi, w tym urobku z pogłębiania
6. soli hartowniczych nie zawierających cyjanków
7. pyłów lub proszków metalicznych
8. zużytych materiałów katalitycznych
9. cieczy lub szlamów zawierających metale lub związki metali
10. pozostałości z operacji usuwania zanieczyszczeń (np. pyły z filtrów), z wyjątkiem (29), (30) i (33)
11. szlamów z płuczek
12. szlamów z zakładów uzdatniania wody
13. pozostałości z dekarbonizacji
14. pozostałości z kolumn jonowymiennych
15. osadów ściekowych, nie poddanych unieszkodliwieniu lub nie nadających się do zastosowania w rolnictwie
16. osadów z czyszczenia zbiorników lub urządzeń
17. urządzeń zanieczyszczonych
18. pojemników zanieczyszczonych po produktach, które zawierały jeden lub więcej składników wymienionych w załączniku nr 3 (np. opakowania, butle gazowe itp.)
19. baterii, akumulatorów i innych ogniw elektrycznych
20. olejów roślinnych
21. substancji lub przedmiotów pochodzących z selektywnej zbiórki odpadów z gospodarstw domowych
22. innych odpadów.

- Załącznik nr 3 zawierał wykaz składników odpadów, które kwalifikują je jako odpady niebezpieczne (jeśli zawierają składniki z załącznika 2B oraz jeśli posiadają właściwości opisane w załączniku nr 4 do ustawy o odpadach z 2001 roku). Składnikami tymi są:

C1 beryl, związki berylu,
C2 związki wanadu,
C3 związki chromu (VI),
C4 związki kobaltu,
C5 związki niklu,
C6 związki miedzi,
C7 związki cynku,
C8 arsen, związki arsenu,
C9 selen, związki selenu,
C10 związki srebra,
C11 kadm, związki kadmu,
C12 związki cyny,
C13 antymon, związki antymonu,
C14 tellur, związki telluru,
C15 związki baru z wyjątkiem siarczanu baru,
C16 rtęć, związki rtęci,
C17 tal, związki talu,
C18 ołów, związki ołowiu,
C19 siarczki nieorganiczne,
C20 nieorganiczne związki fluoru, z wyjątkiem fluorku wapnia,
C21 cyjanki nieorganiczne,
C22 następujące metale alkaliczne lub metale ziem alkalicznych: lit, sód, potas, wapń, magnez w postaci niezwiązanej,
C23 kwaśne roztwory lub kwasy w postaci stałej,
C24 roztwory zasadowe i zasady w postaci stałej,
C25 azbest (pył i włókna),
C26 fosfor, związki fosforu, z wyjątkiem fosforanów mineralnych,
C27 karbonylki metali,
C28 nadtlenki,
C29 chlorany,
C30 nadchlorany,
C31 azydki,
C32 PCB,
C33 farmaceutyki oraz związki stosowane w medycynie lub w weterynarii,
C34 biocydy i substancje fitofarmaceutyczne (np. pestycydy),
C35 substancje zakaźne,
C36 kreozoty,
C37 izocyjaniany, tiocyjaniany,
C38 cyjanki organiczne (np. nitryle),
C39 fenole, związki fenolowe,
C40 halogenowane rozpuszczalniki,
C41 rozpuszczalniki organiczne, z wyjątkiem rozpuszczalników halogenowanych,
C42 związki halogenoorganiczne, z wyjątkiem obojętnych materiałów spolimeryzowanych i innych substancji, o których mowa w niniejszym załączniku,
C43 aromatyczne, policykliczne i heterocykliczne związki organiczne,
C44 aminy alifatyczne,
C45 aminy aromatyczne,
C46 etery,
C47 substancje o właściwościach wybuchowych, z wyjątkiem substancji wyszczególnionych w innych punktach niniejszego załącznika,
C48 organiczne związki siarki,
C49 jakąkolwiek pochodną polichlorowanego dibenzofuranu,
C50 jakąkolwiek pochodną polichlorowanej dibenzo-p-dioksyny,
C51 węglowodory i ich związki z tlenem, azotem lub siarką nie uwzględnione w inny sposób w niniejszym załączniku (numer 3).
- Załącznik numer 4 – przedstawia właściwości odpadów, które powodują, że stają się one niebezpieczne:

H1 „wybuchowe”: substancje, które mogą wybuchnąć pod wpływem ognia lub które są bardziej wrażliwe na wstrząs lub tarcie niż dinitrobenzen,
H2 „utleniające”: substancje, które wykazują silnie egzotermiczne reakcje podczas kontaktu z innymi substancjami, w szczególności z substancjami łatwopalnymi,
H3-A „wysoce łatwopalne”:
1. ciekłe substancje mające temperaturę zapłonu poniżej 21 °C (w tym nadzwyczaj łatwopalne ciecze),
2. substancje, które mogą rozgrzać się, a w efekcie zapalić się w kontakcie z powietrzem w temperaturze otoczenia bez jakiegokolwiek dostarczenia energii,
3. stałe substancje, które mogą się łatwo zapalić po krótkim kontakcie ze źródłem zapłonu i które palą się nadal lub tlą po usunięciu źródła zapłonu,
4. gazowe substancje, które są łatwopalne w powietrzu pod normalnym ciśnieniem,
5. substancje, które w kontakcie z wodą lub wilgotnym powietrzem tworzą wysoce łatwopalne gazy w niebezpiecznych ilościach,

H3-B „łatwopalne”: ciekłe substancje mające temperaturę zapłonu równą lub wyższą niż 21 °C i niższą lub równą 55 °C,
H4 „drażniące”: substancje nie żrące, które poprzez krótki, długotrwały lub powtarzający się kontakt ze skórą lub błoną śluzową mogą wywołać stan zapalny,
H5 „szkodliwe”: substancje, które jeśli są wdychane lub dostają się drogą pokarmową lub wnikają przez skórę mogą spowodować ograniczone zagrożenie dla zdrowia,
H6 „toksyczne”: substancje (w tym wysoce toksyczne substancje), które jeśli są wdychane lub dostają się drogą pokarmową lub wnikają przez skórę mogą spowodować poważne, ostre lub chroniczne zagrożenie dla zdrowia, a nawet śmierć,
H7 „rakotwórcze”: substancje, które jeśli są wdychane lub dostają się drogą pokarmową lub wnikają przez skórę mogą wywoływać raka lub też zwiększyć częstotliwość jego występowania,
H8 „żrące”: substancje, które w zetknięciu z żywymi tkankami mogą spowodować ich zniszczenie,
H9 „zakaźne”: substancje zawierające żywe mikroorganizmy lub ich toksyny, o których wiadomo lub co do których istnieją wiarygodne podstawy do przyjęcia, że powodują choroby człowieka lub innych żywych organizmów,
H10 „działające szkodliwie na rozrodczość”: substancje, które jeśli są wdychane lub dostaną się drogą pokarmową lub jeśli wnikają przez skórę mogą wywołać niedziedziczne wrodzone deformacje lub też zwiększyć częstotliwość ich występowania,
H11 „mutagenne”: substancje, które jeśli są wdychane lub dostaną się drogą pokarmową lub jeśli wnikają przez skórę mogą wywołać dziedziczne defekty genetyczne lub też zwiększyć częstotliwość ich występowania,
H12 substancje, które w wyniku kontaktu z wodą, powietrzem lub kwasem uwalniają toksyczne lub wysoce toksyczne gazy,
H13 substancje, które po zakończeniu procesu unieszkodliwiania, mogą w dowolny sposób, wydzielić inną substancję, np. w formie odcieku, która posiada jakąkolwiek spośród cech wymienionych powyżej,
H14 „ekotoksyczne”: substancje, które stanowią lub mogą stanowić bezpośrednie lub opóźnione zagrożenie dla jednego lub więcej elementów środowiska.
Wcześniejsza ustawa o odpadach z 1997 roku określała odpady niebezpieczne jako „te odpady, które ze względu na swoje pochodzenie, skład chemiczny, biologiczny inne właściwości i okoliczności stanowią zagrożenie dla życia lub zdrowia ludzi albo środowiska”.